# 齋藤優里奈
齋藤 優里奈（さいとう ゆりな、1990年11月22日 - ）は、東京都出身のフォトグラファー、元タレント、元モデル。スカイコーポレーションに所属していた。2015年に芸能活動から離れ、現在はフィルムカメラのみを使用したフォトグラファーとして活躍。
趣味は散歩、読書、大相撲と映画鑑賞、フィルムカメラ。
特技は手漕ぎボートの操縦、イラスト。
愛用しているカメラはRICOH。
現在はLondonをベースにMISS YOU UKというプロジェクトを立ち上げ撮影をたった一人で行なっている。
好きな食べ物は焼肉と塩ラーメン。
「ご飯は5杯までは余裕」というほどの大食漢。
体質的に太りづらいとinstagramにてファンからの質問で解答していた。
好きなアーティストは東京事変とDrake。

## 出演

### TV
- うぇぶたま（テレビ東京）2006年10月 - 2007年3月
- 大切なことはすべて君が教えてくれた（フジテレビ ）2011年1月 - 3月

### 映画
- 君に届け(2010年）
- LIAR GAME(2012年)

### ミュージックビデオ
- ソナーポケット「リナリア〜片思い。〜」(2013年5月15日発売)
- Melted Toys 「Observation」(2014年)

### 映像コンテンツ
- ロバート秋山のクリエイターズ・ファイル第6回 トータル・ファッション・アドバイザー YOKO FUCHIGAMI 編 モデル役 (2015年)

## 出版物
- MISS YOU UK
- Babe Petra Collins